# Championnat d'Union soviétique de football 1941
Navigation
Saison 1940 Saison 1945
La saison 1941 de Grouppa A, première division soviétique, aurait dû être disputée entre le 27 avril et le 9 novembre 1941. Elle est cependant arrêtée de manière anticipée le 24 juin en raison du déclenchement de la Seconde Guerre mondiale sur le territoire soviétique. Cette édition reste par la suite inachevée tandis le championnat ne reprend que quatre ans après au mois de mai 1945.

## Clubs participants
- Promu de deuxième division

| Club                  | Présent depuis | Classement 1940 | Entraîneur                                                                    |
| --------------------- | -------------- | --------------- | ----------------------------------------------------------------------------- |
| Dinamo Moscou         | 1936           | 1er             | Boris Arkadiev                                                                |
| Dinamo Tbilissi       | 1936           | 2e              | Mikhaïl Minaïev (ru)                                                          |
| Spartak Moscou        | 1936           | 3e              | Piotr Popov (ru)                                                              |
| Krasnaïa Armia Moscou | 1936           | 4e              | Sergueï Boukhteïev (en) (jusqu'en mai 1941) Piotr Iejov (en) (après mai 1941) |
| Dinamo Léningrad      | 1936           | 5e              | Mikhaïl Okoun (ru)                                                            |
| Traktor Stalingrad    | 1938           | 7e              | Aleksandr Keller (ru)                                                         |
| Dynamo Kiev           | 1936           | 8e              | Mikhaïl Boutoussov (en)                                                       |
| Zénith Léningrad      | 1938           | 10e             | Konstantin Lemechev (en)                                                      |
| Stakhanovets Stalino  | 1938           | 12e             | Abram Dangoulov (ru)                                                          |
| Spartak Léningrad     | 1941           | 2e (D2)         | Pavel Batyrev (en)                                                            |
| Spartak Odessa        | 1941           | 5e (D2)         | Iouri Khodotov (ru)                                                           |
| Dinamo Minsk          | 1941           | 6e (D2)         | Lev Kortchebokov (en)                                                         |
| Spartak Kharkov (ru)  | 1941           | Régional        | Ivan Natarov                                                                  |
| Profsoïouzy-1 Moscou  | 1941           | Fondation       | Matveï Goldine                                                                |
| Profsoïouzy-2 Moscou  | 1941           | Fondation       | Konstantin Kvachnine (en)                                                     |

1. 1 2  Le Lokomotiv Moscou, le Torpedo Moscou, le Metallourg Moscou et le Krylia Sovetov Moscou sont tous dissous en début d'année 1941 pour former les équipes du Profsoïouzy-1 et du Profsoïouzy-2[1].

## Compétition

### Classement
Le barème de points servant à établir le classement se décompose ainsi :
- Victoire : 2 points
- Match nul : 1 point
- Défaite : 0 point

Classement au moment de l'arrêt de la compétition le 24 juin 1941.